# Final del Grand Prix de Atletismo de la IAAF 2002
La 18a Final del Grand Prix de la Asociación Internacional de Federaciones de Atletismo (IAAF) se llevó a cabo en el Estadio Sébastien Charléty en Paris, Francia el 14 de septiembre de 2002. Esta fue la última Final del Grand Prix que se realizó ya que fue reemplazada por la Final del Mundo de Atletismo de la Asociación Internacional de Federaciones de Atletismo (IAAF) a partir del 2003.

## Resultados

### Hombres
| Evento                  | Oro                | Oro      | Plata              | Plata   | Bronce              | Bronce  |
| ----------------------- | ------------------ | -------- | ------------------ | ------- | ------------------- | ------- |
| 100 m                   | Jon Drummond       | 9.97 SB  | Kim Collins        | 9.98 NR | Francis Obikwelu    | 10.03   |
| 400 m                   | Michael Blackwood  | 44.72    | Greg Haughton      | 44.87   | Leonard Byrd        | 44.92   |
| 1500 m                  | Hicham El Guerrouj | 3:29.27  | Bernard Lagat      | 3:30.54 | Cornelius Chirchir  | 3:31.51 |
| 3000 m                  | Abraham Chebii     | 8:33.42  | Paul Bitok         | 8:34.00 | Mark Bett           | 8:34.20 |
| 400 m H                 | Félix Sánchez      | 47.62 CR | Stéphane Diagana   | 47.82   | James Carter        | 48.12   |
| Triple salto            | Christian Olsson   | 17.48    | Jonathan Edwards   | 17.41   | Alexander Martinez  | 17.09   |
| Salto de altura         | Stefan Holm        | 2.31     | Yaroslav Rybakov   | 2.28    | Abderrahmane Hammad | 2.28    |
| Salto con pértiga       | Jeff Hartwig       | 5.75     | Aleksandr Averbukh | 5.75    | Tim Lobinger        | 5.65    |
| Lanzamiento de martillo | Koji Murofushi     | 81.14    | Adrián Annus       | 80.03   | Balázs Kiss         | 79.74   |
| Lanzamiento de bala     | Adam Nelson        | 21.34    | Yuriy Bilonoh      | 20.74   | Milan Haborák       | 20.40   |

### Mujeres
| Evento                  | Oro                 | Oro      | Plata               | Plata    | Bronce               | Bronce     |
| ----------------------- | ------------------- | -------- | ------------------- | -------- | -------------------- | ---------- |
| 100 m                   | Debbie Ferguson     | 10.97    | Tayna Lawrence      | 10.99    | Chryste Gaines       | 11.09      |
| 400 m                   | Ana Guevara         | 49.90    | Lorraine Fenton     | 50.47    | Jearl Miles Clark    | 51.48      |
| 1500 m                  | Yelena Zadorozhnaya | 4:00.63  | Suzy Favor-Hamilton | 4:01.08  | Geraldine Hendricken | 4:02.08 PB |
| 3000 m                  | Gabriela Szabo      | 8:56.29  | Tatyana Tomashova   | 8:56.34  | Berhane Adere        | 8:56.60    |
| 100 metros vallas       | Gail Devers         | 12.51 CR | Bridgette Foster    | 12.62    | Anjanette Kirkland   | 12.62 SB   |
| Salto de longitud       | Maurren Maggi       | 7.02 SB  | Tatyana Kotova      | 6.86     | Tünde Vaszi          | 6.70       |
| Lanzamiento de disco    | Natalya Sadova      | 65.79    | Věra Pospíšilová    | 64.10 PB | Ellina Zvereva       | 63.28      |
| Lanzamiento de jabalina | Osleidys Menéndez   | 65.69    | Mikaela Ingberg     | 62.34    | Tatyana Shikolenko   | 62.25      |